# Venâncio José Lisboa
Venâncio José Lisboa (7 de março de 1810 — 24 de maio de 1880) foi um político brasileiro.

## Vida
Magistrado, formado em direito pela Universidade de Paris-França, em 1830 e Juiz de órfãos da Corte. 
Foi presidente da província de São Paulo, de 12 de março de 1838 a 11 de julho de 1839. Como presidente da província de São Paulo, assinou a lei que elevava a Vila de Santos à condição de Cidade, em 26 de janeiro de 1839. Presidente da Província do Maranhão (1842—1843). Deputado geral (federal) (MA – 1843—1844), (RJ – 1850—1852 e 1854—1855). Deputado provincial (estadual) pelo Rio de Janeiro em duas legislaturas. Juiz de Direito nas Províncias do Mato Grosso, Minas Gerais e no Rio de Janeiro, como titular da 2ª Vara Civil

## Família
Foi casado com Úrsula Maria do Bom Sucesso, viúva de Antonio José da Silva. Tiveram sete filhos, entre os quais Cipriano José Lisboa (Rio de Janeiro, 16 de setembro de 1814 - Rio de Janeiro, ?), Bento Luís de Oliveira Lisboa  (Rio de Janeiro, 1836 — Rio de Janeiro, 6 de junho de 1905), Venâncio José Lisboa Filho e Adolpho Paulo de Oliveira Lisboa.